# 紫大悟
紫 大悟（むらさき だいご）は、日本のライトノベル作家である。

## 概要
神奈川県出身。学生時代はオンラインゲームに熱中し、大学生の頃にはインターネットカフェと大学を往復するような生活を送っていたと話すほどのゲーム好きであった。小学生時代には作文コンクールで家族を題材とした作文で新聞に載った経験がある。紫はこの小学校の作文コンクールでの体験を創作の原点と話している。また、小学生の頃には図書館に『スレイヤーズ』が置いてあったことから小学校時代からライトノベルに触れ、同時に作家への憧れが強くなったと話している。就職活動が難航していたときに、高校生時代にも小論文で褒められた体験や、小学校の作文コンクールでの体験などが相まって作家になることを志した。第33回ファンタジア大賞では「剣と魔王のサイバーパンク」で大賞を受賞し、後に同作を『魔王2099』と改題してデビューを果たした。好きなゲームとして『ダークソウル』『サイバーパンク2077』『ロックマン』などの名前を挙げている。

## 作品一覧
- 『魔王2099』シリーズ（イラスト: クレタ、ファンタジア文庫〈KADOKAWA〉）
- 『断頭台の花嫁 世界を滅ぼすふつつかな竜姫ですが。』（イラスト: かやはら、ファンタジア文庫〈KADOKAWA〉）2022年9月16日[5]、ISBN 978-4-04-074654-8